# チャモロ人
チャモロ族 (チャモロぞく、Chamorro) は、ミクロネシアのマリアナ諸島の先住民。チャモロは、スペイン語の「刈り上げた」や「はげ」という意味を表す言葉である。チャモロ以前は、外部に対してはタオタオ・タノ（土地の人）と自称していた。

## 歴史
グアム島には、紀元前3000年から東南アジア系の移住民が住み着いたと考えられており、その人たちが今日の先住民チャモロ人の祖先とされている。そのことを裏付ける遺跡が、ラッテ・ストーンである。またチャモロ語はミクロネシア諸語ではなくスンダ・スラウェシ語群に属し、遺伝的にもチャモロ人は島嶼部東南アジアに見られるハプログループE (mtDNA)を高頻度に持つことから、チャモロ人が多くのミクロネシア人とは異なりスラウェシ島などの島嶼東南アジアから移住してきたことは確実である。
スペイン人との接触がある17世紀以前は4万人から6万人の人口を保持していたが、1710年の人口調査ではグアム島とロタ島の人口は3539人に激減していた。人口激減の背景には、スペイン人による殺戮や、天然痘などの疫病があるとされている。
労働者確保のためメキシコ人やフィリピン人を移住させる政策を積極的に採ったことにより、彼らとの混血化が進み、純粋なチャモロ族はすでに存在しないと言われているが、チャモロ語については、公用語の英語とともに広く使用されている。
- チャモロ人の家族（1915年）
- チャモロの少女（1930年代）
- 踊りを楽しむチャモロの女性

## 親族組織
母系制のクランが基本単位である。